# Ferdinand Freudenstein
Ferdinand Freudenstein (Frankfurt am Main, 5 de dezembro de 1926 – 30 de março de 2006) foi um físico e engenheiro estadunidense nascido na Alemanha. É considerado e "pai da moderna cinemática." Freudenstein fez contribuições revolucionárias aplicando computação digital na síntese cinemática de mecanismos. Em seu Ph.D desenvolveu o que viria a ser conhecido como equação de Freudenstein, que usa um método algébrico simples para determinar a posição de uma barra de saída em um mecanismo de barras articuladas.
Freudenstein passou sua carreira inteira trabalhando e lecionando na Universidade Columbia como professor da "Cátedra Higgins de Engenharia Mecânica".